# RS-25 Dal
Die RS-25 Dal (NATO-Codename SA-5 Griffon, russische Bezeichnung: РЗ-25 «Даль» (ракета зенитная-25 «Даль»/Flugabwehrrakete-25 „Dal“); weitere Bezeichnungen W-400, 5W11) war eine Boden-Luft- und Anti-Raketen-Rakete, die in der Sowjetunion der 1950er-Jahre entwickelt wurde, allerdings nie in den regulären Armeedienst übernommen wurde.
Die funkgesteuerte Lenkwaffe war ausschließlich zur Verteidigung von Großstädten gegen strategische Bomber vorgesehen.

## Entwicklungsgeschichte
Nachdem die Erprobung des Flugabwehrraketensystems S-25 abgeschlossen war, sollen sich Semjon Lawotschkin und der Rüstungsfunktionär Waleri Kalmykow im Jahr 1955 direkt an Chruschtschow gewandt haben, um die Entwicklung eines Boden-Luft-Raketensystems mit großer Reichweite vorzuschlagen, sodass einem möglichen Angriff durch US-amerikanische Überschall-Marschflugkörper und Bomber frühzeitig entgegnet werden kann.
Die Entwicklung der RS-25 Dal wurde 1955 durch einen Erlass des Ministerrats der UdSSR vom 24. März 1955 genehmigt. Chefentwickler Lawotschkin, der Leiter des OKB-301, plante ein stationäres Flugabwehrraketensystem mit Mehrkanalradarsteuerung zu bauen, das in der Lage sein sollte, verschiedene Arten von Luftzielen in 5 bis 20 km Höhe bei Fluggeschwindigkeiten von 1000 bis 2000 km/h in einer Entfernung von bis zu 160 km zu bekämpfen. Das gleichzeitige Abfangen mehrerer Ziele, sogar von ballistischen Raketen, sollte möglich sein.
Im August 1957 waren die Konstruktionsarbeiten abgeschlossen. Die „heiße“ Erprobungsphase des Flugkörpers fand 1958/1959 statt und im Januar 1962 begann die Erprobung des gesamten Raketenkomplexes. Die ersten Tests, die im kasachischen Saryschagan stattfanden, entsprachen nicht den Erwartungen. Der Abschuss einer unbemannten Il-28-Zieldrohne misslang.
Als bedeutender Rückschlag für das gesamte Projekt stellte sich der plötzliche Tod des Chefentwicklers Lawotschkin dar, der am 9. Juni 1960 während eines Tests in Saryschagan an Herzversagen starb. Sein Tod, die technischen Probleme und die parallel entwickelte und in Tests wesentlich erfolgreichere S-200 führten zur endgültigen Einstellung des Dal-Programms im Jahr 1963. Bereits im Bau befindliche Infrastruktur rund um Leningrad wurde fertiggestellt und für den Einsatz von S-200-Raketen umgerüstet. Allerdings verwendeten die sowjetischen Behörden noch mindestens ein Jahr lang Vorführmodelle der Dal-Raketen zu Propagandazwecken, um einerseits die Moral der Zivilbevölkerung durch die Errungenschaften der sowjetischen Wissenschaft und Technik zu stärken und andererseits ausländische Analysten über die Fähigkeiten der sowjetischen Flugabwehrsysteme zu täuschen.

## Westliche Klassifizierung
Ein Mock-up der Flugabwehrrakete wurde für die sowjetische Öffentlichkeit und die ausländische Presse während einer Militärparade auf dem Roten Platz zu Ehren des 46. Jahrestages der Oktoberrevolution am 7. November 1963 gezeigt. In einem Kommuniqué der TASS wurde auf die überlegenen Fähigkeiten der Dal-Rakete beim Schutz von Großstädten hingewiesen. US-amerikanische Experten bewerteten den zur Schau gestellten Flugkörper als vergrößerte Version der S-75-Rakete. Da man sie als eine reine Flugabwehrrakete einstufte, erhielt sie den NATO-Codenamen SA-5 und die Zusatzbezeichnung Griffon. Nach dem Bekanntwerden des Abbruchs des Dal-Projekts wurde der NATO-Codename SA-5 für die S-200-Flugabwehrrakete wiederverwendet, allerdings mit dem Zusatznamen Gammon.

## Technik
Beim RS-25-System wurde die zweistufige funkgesteuerte Rakete W-400 verwendet, die mithilfe einer Radarquelle ins Ziel gelenkt wurde. Es wurden zwei Varianten vorgeschlagen, die entweder aus zwei Flüssigtreibstoff-Raketenstufen oder aus einem Raketenbooster mit einer zweiten Staustrahl-Hauptstufe bestanden. Ein eigens dafür entwickeltes Dreikammer-Raketentriebwerk war für beide Varianten vorgesehen. Bei den Versuchen wurde auch ein Feststoffbooster getestet, der aber eine kürzere Brenndauer hatte und auch keine Schubkontrolle während des Starts bot. Die Gesamtmasse der Rakete betrug 8757 kg. Die vier Steuerflächen auf der Booster- und auf der Hauptstufe sind in einem Winkel von 45 Grad zueinander angeordnet. Während der Startphase verwendete die Rakete ein Standard-Lenkungsprogramm. Nach dem Abwurf der Boosterstufe empfing das Lenksystem Funkbefehle vom Boden. In Zielnähe übernahm der am Forschungsinstitut NII-504 entwickelte Entfernungsmesser und ein aktives Radar die Steuerung.